# Длиннопёрая ставрида
Длиннопёрая ставрида, или рыба-павлин (лат. Nematistius pectoralis), — вид морских лучепёрых рыб из отряда Carangiformes. Единственный представитель рода рыб-павлинов (Nematistius) и семейства длиннопёрых ставрид (Nematistiidae). Ранее семейство относили к отряду окунеобразных. Распространены в восточной части Тихого океана от Калифорнии до Перу. Морские пелагические хищные рыбы. Популярный объект спортивной рыбалки.

## Описание
Тело удлинённое, несколько сжато с боков, покрыто мелкой циклоидной чешуёй. В первом спинном плавнике 7 очень длинных жёстких лучей; могут убираться в бороздку на спине. Во втором спинном плавнике 1 колючий и 25—28 мягких лучей. В анальном плавнике 3 жёстких и 15—17 мягких лучей. В боковой линии 120—130 чешуек; нет костных щитков вдоль боковой линии. Плавательный пузырь имеет уникальную связь с внутренним ухом, проникая внутрь черепа через большие отверстия в затылочной кости. Полагают, что это улучшает восприятие звуков. Позвонков 24, из них 10 туловищных и 14 хвостовых. На обеих челюстях, сошнике и нёбе множество мелких, острых зубов.

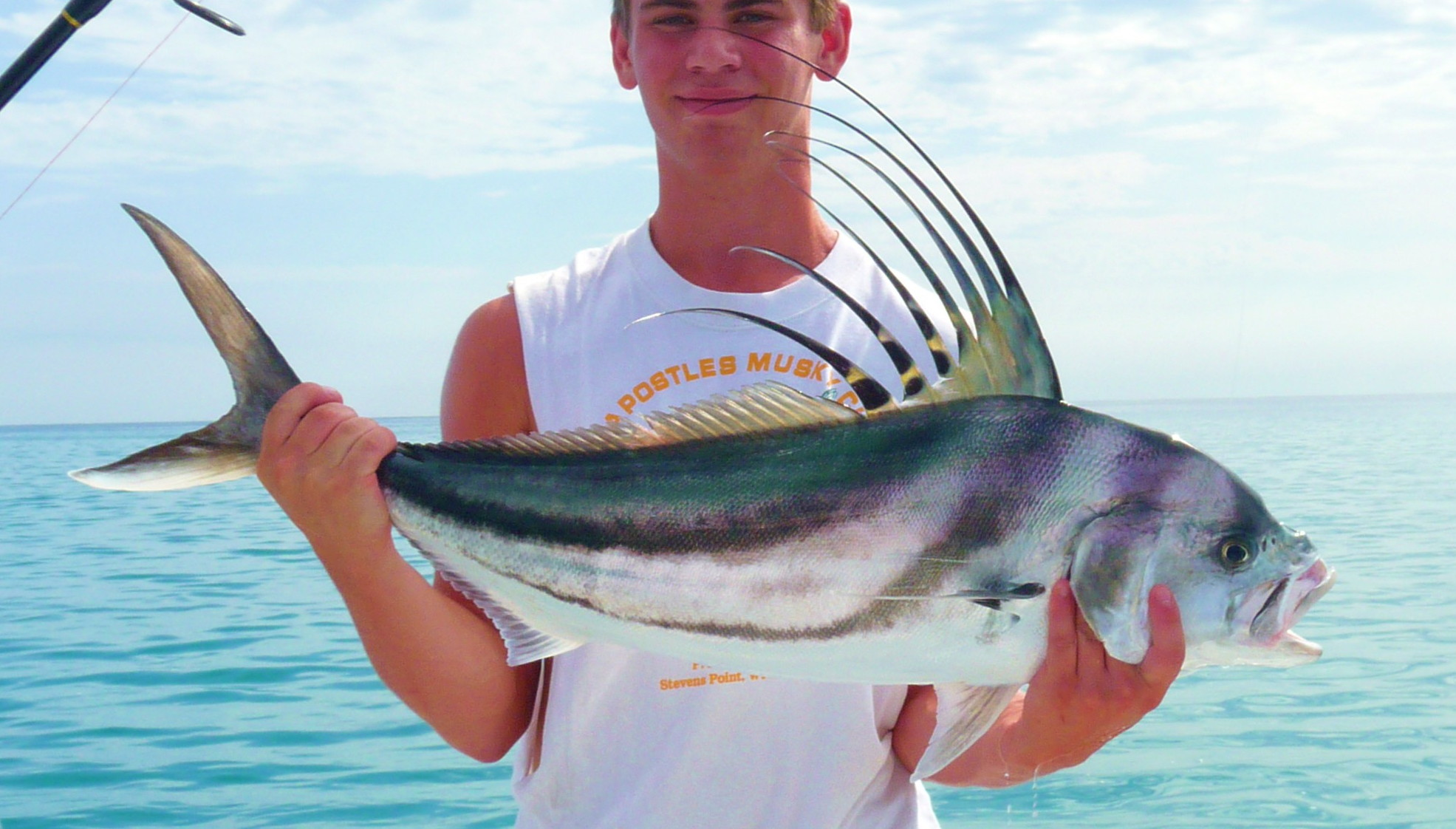

Тело серебристого цвета с синеватым оттенком на спине. По бокам тела проходят две или три широкие диагональные полосы тёмно-синего или чёрного цвета; на голове есть ещё одна или две более короткие тёмные полосы.
Максимальная длина тела 163 см, обычно до 60 см; масса тела до 51,7 кг.

## Биология
Морские пелагические рыбы. Обитают в мелководных прибрежных зонах, часто у песчаных пляжей в зоне прибоя. Питаются рыбами (Pseudupeneus grandisquamis, Anchoa ischana, Eucinostomus dowii, E. gracilis, Mugil curema, Anchoa spp., Anchovia macrolepidota, Selar crumenophthalmus и Haemulon scudderi) и головоногими (Loligo spp).